# Phalguna
Phalguna (dewanagari: फाल्गुन, ang. Phalguna, tamil. பங்குனி panguni) – jeden z miesięcy cyklu rocznego w kalendarzach stosowanych w Indiach.

## Tradycja hinduistyczna
Mitologia indyjska podaje dla każdego miesiąca bóstwa hinduistyczne patronujące danej części roku. Bóstwami tego typu są bóstwa solarne (jeden z dwunastu aditjów), mędrcy (ryszi) oraz istoty towarzyszące rydwanowi boga Surii w konkretnym miesiącu.
Temu miesiącowi przypisani zostali:
1. aditja: Wisznu
2. ryszi: Wiśwamitra[1].

## Indyjski kalendarz narodowy
Rząd Indii utworzył Calendar Reform Committee w 1952 roku. Komitet ten opracował jednolity kalendarz dla całych niepodległych Indii, obowiązujący od 1 ćajtra, 1879 ery Saka, czyli 22 marca 1957.
Phalguna jest dwunastym miesiącem w tym kalendarzu. Rozpoczyna się 20 lutego a kończy 22 marca(w latach przestepnych 21 marca), czyli obejmuje 30 dni (a w latach przestępnych 31 dni).